# Passacaille sur DSCH
La Passacaille sur DSCH (titre original : Passacaglia on DSCH) est une vaste composition pour piano du compositeur britannique Ronald Stevenson. Elle est composée entre le 24 décembre 1960 et le 18 mai 1962, à l’exception de deux sections ajoutées le jour de la création de l'œuvre au Cap, le 10 décembre 1963. Le compositeur a offert la partition à Dmitri Chostakovitch (orthographié « Schostakovich »), son dédicataire, au Festival d’Edimbourg en 1962.

## Présentation
L'œuvre utilise le genre de la passacaille (ou chaconne), c'est-à-dire, l'enchaînement de variations sur un sujet immuable en ostinato de basse et l'applique tout au long d'un immense mouvement unique, dont la structure se subdivise en une somme de différentes formes et styles musicaux. Composée de treize notes, la basse dérive de la transcription allemande des notes ré, mi bémol, ut, si bécarre du nom de Dmitri Chostakovitch (« D. Sch. »), que Chostakovitch a souvent utilisé comme « signature » musicale, par exemple dans son huitième quatuor à cordes.
L'œuvre se déploie sur plus d'une heure et quart. C'est peut être l'une des plus longues œuvres en un seul mouvement composée pour piano (avec celles de Satie et Rzewski). La portée des allusions aux événements historiques et l’intégration de diverses influences musicales est extraordinaire.
L'œuvre commence par une première section de forme sonate, puis offre une suite de danses à la manière baroque (avec sarabande, gigue, menuet, gavotte et polonaise), avant une transcription d'un motif musical du XVIIe siècle : un Pibroch de cornemuse écossaise Lament for the Children (« Lamentation pour les enfants »), de Patrick Mor MacGrimmon ; ensuite une section intitulée « Vers l'Afrique émergente » évoquant des effets de percussion, directement sur les cordes du piano. La section suivante, évoquant un slogan de Lénine, « La Paix, le Pain et la Terre » de 1917, transforme une marche en un fandango espagnol. L'avant-dernière section est une énorme triple fugue sur ostinato (ground en anglais) : la première fugue est fondée sur un sujet de douze notes, dérivé de cette basse obstinée (en anglais ground bass), la deuxième combine le motif musical sur DSCH avec celui donné par les lettres BACH, monogramme de Bach, si bémol, la, ut, si bécarre.
La troisième partie est fondée sur le Dies iræ, où il est noté En mémoire des six millions [de Juifs] (« In memoriam the six million » [Jews]) — allusion aux victimes de la Shoah pendant la Seconde Guerre mondiale.
L'œuvre se termine par une série de variations sur un thème dérivé de l’ostinato, intitulé Adagissimo barocco et développé sur le principe de « double » baroque, avec un mètre de base réduit de moitié à chaque variation.

Le compositeur exprime les difficultés de l'œuvre dans son introduction : 

« Je voudrais aller plus loin et dire que les problèmes techniques de l'œuvre — et en particulier les problèmes d’endurance — sont de nature à la mettre hors de la portée de ce que j’appelle le pianiste de type « bureaucratique » qui joue les notes et rien d'autre. Je sais qu’il y a des passages dans l’œuvre, après, disons, une demi-heure d'interprétation éprouvante, qui poseraient problème à tout pianiste. De cette manière, l'œuvre est un défi pour l'interprète. C'est aussi un défi pour l'auditeur. »

— Ronald Stevenson, « Passacaglia on DSCH », The Listener, 1969.

## Structure de l'œuvre
L'œuvre, en un seul mouvement, contient trente-et-une sections spécifiques, pour une durée moyenne d'une heure vingt minutes.

### I, Pars Prima
1. Sonate Allegro
2. Valse en forme de rondo
3. L'épisode 1. Presto
4. Suite :
  1. Prélude.
  2. Sarabande.
  3. Jig (Gigue).
  4. Sarabande.
  5. Menuet.
  6. Jig (Gigue).
  7. Gavotte.
  8. Polonaise.
5. Pibroch (« Complainte pour les enfants »).
6. Épisode 2. Variations en forme d'Arabesque.
7. Nocturne.

### II, Pars Altera
1. Fantaisie rêverie.
2. Fanfare.
3. Forebodings [Pressentiments]. Alarme.
4. Aperçu d'une vision de la guerre.
5. Les variations sur « La Paix, le Pain et la Terre » (1917).
6. Marche symphonique.
7. Épisode 3. Volante Scherzoso [À la manière d'un Scherzo « volant »].
8. Fandango.
9. Pedal Point (développement sur pédale de basse). « Vers l'Afrique émergente ».
10. Épisode central. Études.
11. Variations en ut mineur

### III, Pars Tertia
1. Adagio. Hommage à Bach
2. Triple fugue sur le Ground Bass (la basse obstinée) :
  1. Sujet 1. Andamento
  2. Sujet 2. Bach.
  3. Sujet 3. Dies iræ
3. Final : Variations sur un thème dérivé du Ground Bass (Adagissimo Barocco).

## Réception
Le critique, musicologue et compositeur britannique Wilfrid Mellers, disait à propos de la Passacaille sur DSCH que c'était « sûrement l'une des plus grandes œuvres pour piano, et pas simplement à notre époque ».

## Édition
La Passacaglia est publiée par Oxford University Press en 1967 et gravée par l'éditeur polonais PWM et comporte 141 pages. En 1994, la société Ronald Stevenson publie une édition en fac-similé du manuscrit autographe, qui comporte 191 pages.

## Interprétations et enregistrements
Le compositeur donne la création mondiale de l'œuvre à l'université du Cap, le 10 décembre 1963. En 1964, il l'enregistre sur un Petrof grand piano, sur deux disques publiés sous les auspices du comité de rédaction de l'université du Cap, une édition signée limitée à cent exemplaires, rééditée en 2008, par le label Appian/APR. Stevenson a également donné l'œuvre pour le public européen, le 6 juin 1966 dans le cadre du Festival Haendel à Halle, alors encore en République démocratique allemande. La première diffusion radiophonique est assurée par John Ogdon sur le troisième programme de la BBC, le 22 mai 1966. Ogdon joue la Passacaille pour le public britannique pour la première fois au Festival d'Aldeburgh, le 14 juin 1966, puis un enregistrement pour EMI. L'œuvre est également enregistrée par Raymond Clarke, Murray McLachlan, James Willshire et par le compositeur.
- Passacaglia on DSCH - Ronald Stevenson, piano Petrof (1964, Appian/APR 5650)[4] (OCLC 223990414)
- Passacaglia on DSCH - John Ogdon, piano (août 1966, LP EMI ASD 2321/2322 / 17CD « Icon » EMI) (OCLC 834968534)
- Passacaglia on DSCH - Ronald Stevenson, piano Bösendorfer Imperial (1988, 2CD Altarus AIR‐CD‐9091) (OCLC 1084957747)
- Passacaglia on DSCH - Raymond Clarke, piano (20 février 1993, Marco Polo MP 3545) (OCLC 78262416)
- Passacaglia on DSCH - Mark Gasser, piano (concert Birmingham, 7 décembre 1998)[5]
- Passacaglia on DSCH - Murray McLachlan, piano (15-16 juillet 1999, Divin Art DDA 25013) (OCLC 767870097)
- Passacaglia on DSCH - James Willshire, piano (10-11 décembre/3-5 juin et 2 juillet 2016, Delphian DC 4119) (OCLC 917150481)
- Passacaglia on DSCH - Igor Levit, piano (septembre 2021)